# Clube Desportivo e Recreativo Penelense
O Clube Desportivo e  Recreativo Penelense é um clube desportivo português, localizado na vila de Penela, sito no Bairro de S.Jorge, distrito de Coimbra.

## História
O clube foi fundado em 1933, por gente de Penela. 
Agora o futebol em Penela vai criando geração.O Penelense encontra-se, como um dos clubes estáveis na AFC (Associação de Futebol de Coimbra), sendo um dos históricos clubes de Coimbra militando à já alguns anos na Divisão de Honra, no entanto e tal como foi referido tem sido feito um esforço para ter os jovens na modalidade, para isso contribuiu o trabalho da Direcção anterior (que liderou o Clube por dois anos 2009/2010 e 210/2011),onde escreveu todos os escalões na época 2010/2011. Esse projecto foi liderado por João Horta no qual tem elevado o nome do Penelense por voos mais altos, impulsionando assim o PENELENSE novamente como um Clube de formação na area do Futebol. Aproveitando o protocolo feito com o Benfica na modalidade de Futsal no escalão de escolinhas,criou na época 2010/2011 a sua própria Escolinha(base de sustentação para o futuro) possui em competição 6 escalões de Futebol, os Escolas, Infantis, Iniciados, Juniores, Seniores e Veteranos para alem do futebol,apoia o BTT e o Fitness. Actualmente é liderado por José Lopes Simões no Biénio 2011/2013, o grande "mentor" da Sueca em Penela que, curiosamente nunca liderou o Penelense.
Tem ao seu dispor um campo de futebol com um relvado sintético (dos melhores ao nível do distrito de Coimbra), um Pavilhão Desportivo e o próprio salão na sua sede.
Os títulos conquistados por este clube relacionam-se basicamente com o futebol:
Subiu para a divisão de honra da AFC (Associação de Futebol de Coimbra)na época 1997/1998 e conquistou uma vez a taça da mesma AFC frente ao Touring na época 1996/1997, chegando á final outra vez de onde saíu derrotado.
Na época de 2011/2012, fez a sua melhor época de sempre na sua longa história vencendo o campeonato da divisão de honra pela primeira vez rumando assim aos Nacionais pela primeira vez e ganhou a Taça da AFC (frente aos Águias por 3-1), fazendo assim a dobradinha e por conseguinte escrevendo o seu nome na lista dos clubes que conseguiram alcançar tal êxito. 
Detêm o Record no Guiness, por organizar um torneio de sueca (cartas) com o maior número de participantes no mundo.

## Liga
- 1986 - Primeira filiação na AFC(Associação Futebol de Coimbra)
- 1996 - 1997 - Vencedor da Taça da AFC
- 1997 - 1998 - Campeão da Iª Divisão Distrital
- 1998 - 1999 - Participou pela primeira vez no Campeonato da divisão de Honra da AFC
- 1998 até 2011 - Participou sempre no campeonato da Divisão de Honra
- 2011 - 2012 - Campeão da Divisão de Honra e vencedor da Taça da AFC

## Campo de Jogos
Campo S.Jorge remodelado com piso sintético, considerado em 2009 o melhor da Europa. lotação cerca de 1000 pessoas sentadas
Pavilhão multiusos de penela. ( lotação 300 espectadores)

## Marca do equipamento
Legea,azul e branco

## Patrocínio
Calado & Duarte, Lda